# Новодвори (Підляське воєводство)
Новодвори (пол. Nowodwory) — село в Польщі, у гміні Цехановець Високомазовецького повіту Підляського воєводства.
Населення — 124 особи (2011).
У 1975-1998 роках село належало до Ломжинського воєводства.

## Демографія
Демографічна структура станом на 31 березня 2011 року:
|          | Загалом | Допрацездатний вік | Працездатний вік | Постпрацездатний вік |
| -------- | ------- | ------------------ | ---------------- | -------------------- |
| Чоловіки | 66      | 14                 | 45               | 7                    |
| Жінки    | 58      | 11                 | 28               | 19                   |
| Разом    | 124     | 25                 | 73               | 26                   |